# Kenneth W. Dyal

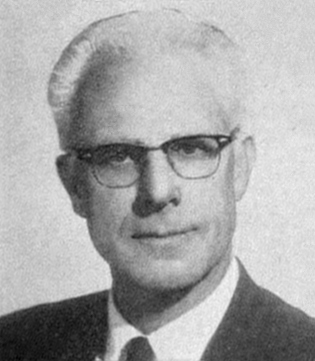
Kenneth W. Dyal (1965)

Kenneth Warren Dyal (* 9. Juli 1910 in Bisbee, Arizona; † 12. Mai 1978 in Oakland, Kalifornien) war ein US-amerikanischer Politiker. Zwischen 1965 und 1967 vertrat er den Bundesstaat Kalifornien im US-Repräsentantenhaus.

## Werdegang
Kenneth Dyal kam im Jahr 1917 nach San Bernardino in Kalifornien. Dort und in Colton besuchte er die öffentlichen Schulen. Zwischen 1941 und 1943 war er Sekretär beim Kreisrat im San Bernardino County. Während des Zweiten Weltkrieges war Dyal zwischen 1943 und 1946 Offizier bei der Reserve der US Navy. Von 1947 bis 1954 fungierte er als Posthalter in San Bernardino. Danach war er zwischen 1954 und 1961 Geschäftsführer einer Versicherungsgesellschaft. Von 1956 bis 1964 war er auch Vorstandsmitglied der Los Angeles Airways, Inc. Gleichzeitig schlug er als Mitglied der Demokratischen Partei eine politische Laufbahn ein.
Bei den Kongresswahlen des Jahres 1964 wurde Dyal im 33. Wahlbezirk von Kalifornien in das US-Repräsentantenhaus in Washington, D.C. gewählt, wo er am 3. Januar 1965 die Nachfolge von Harry R. Sheppard antrat. Da er im Jahr 1966 dem Republikaner Jerry Pettis unterlag, konnte er bis zum 3. Januar 1967 nur eine Legislaturperiode im Kongress absolvieren. Diese waren von den Ereignissen des Vietnamkrieges und der Bürgerrechtsbewegung geprägt. Zwischen 1966 und 1969 war Dyal regionaler Direktor der Postverwaltung in San Francisco. Von 1969 bis 1971 war er regionaler Programmkoordinator der amerikanischen Bundespost. Danach zog er sich in den Ruhestand zurück, den er in Oakland verbrachte, wo er am 12. Mai 1978 starb.